# Holmberg II
Holmberg II (również PGC 23324, UGC 4305 lub Arp 268) – galaktyka karłowata nieregularna znajdująca się w gwiazdozbiorze Wielkiej Niedźwiedzicy w odległości 11 milionów lat świetlnych. Została odkryta w latach 50. XX wieku przez Erika Bertila Holmberga. Galaktyka ta jest członkiem Grupy M81.

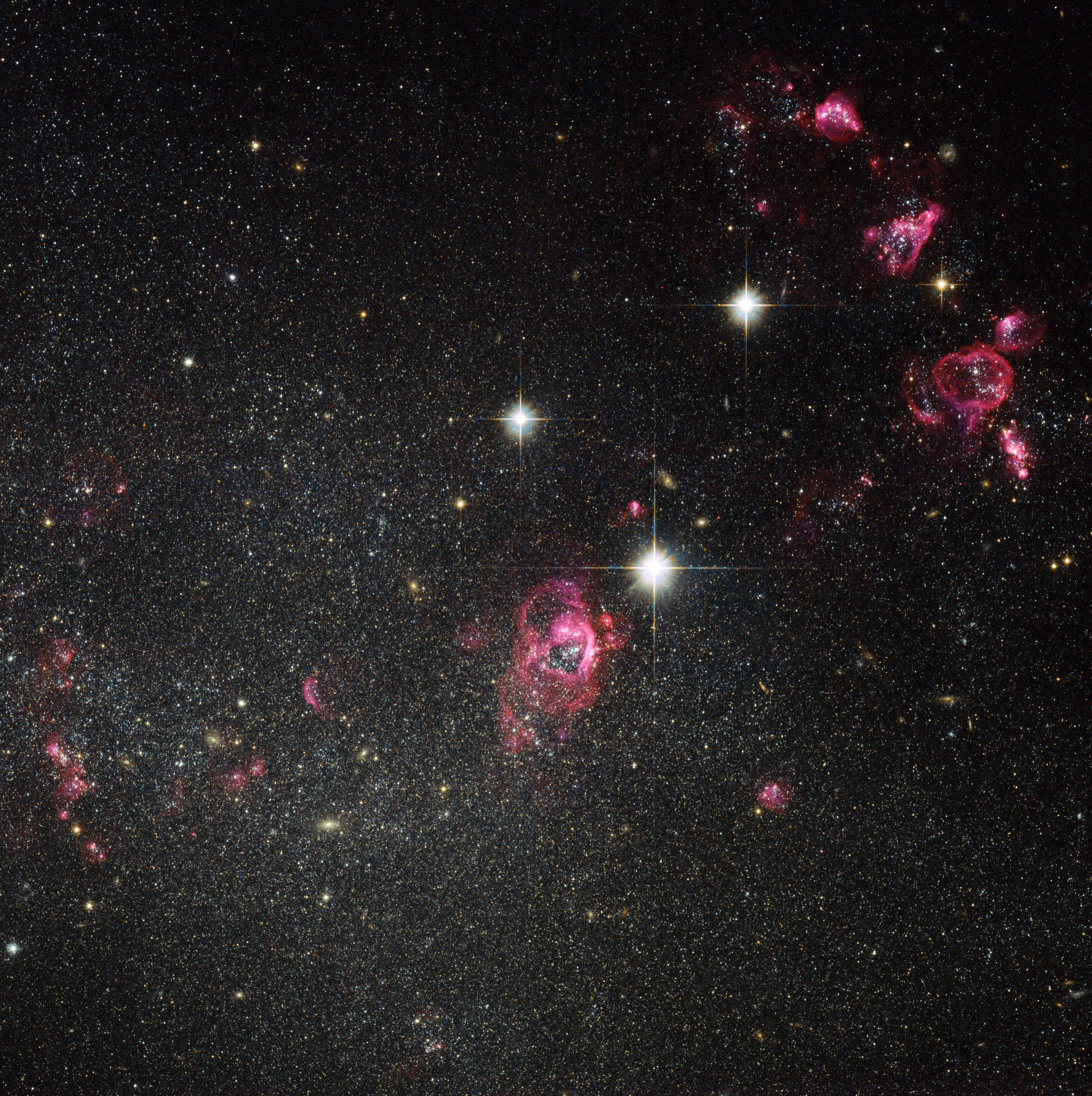
Ogromne świecące pęcherze gazu należące do Holmberg II (Advanced Camera for Surveys)

Holmberg II zawiera nadzwyczaj jasne źródło promieniowania rentgenowskiego. Oznacza to, że w galaktyce tej znajduje się średniomasywna czarna dziura o masie 25-40 mas Słońca. Czarna dziura rozświetla mgławicę o rozpiętości 100 lat świetlnych. To źródło promieniowania znajduje się w środku trzech pęcherzy gazu widocznych w prawym górnym rogu zdjęcia wykonanego Advanced Camera for Surveys teleskopu Hubble’a.
Galaktyka Holmberg II zawiera ogromne pęcherze gazu. Powstały one w wyniku pełnych cykli życia następujących po sobie kolejnych pokoleń gwiazd. Holmberg II jest zbiorem regionów wypełnionych gęstym gazem. Powoduje to zarówno powstawanie nowych gwiazd, jak również rozległych prawie pustych obszarów o niskiej gęstości ciągnących się przez tysiące lat świetlnych. Ponieważ galaktyka ta nie posiada ani rozwiniętych ramion spiralnych, ani gęstego jądra, gazowe struktury tego typu mogą istnieć długo zachowując swój kształt.